# 村上義清
村上義清（1501年3月29日—1573年2月3日）是日本戰國時代武將。北信濃的戰國大名。父親是左衛門督村上顯國（賴平・賴衝）。母親是室町幕府三管領斯波義寛的女兒。乳娘是家臣出浦國則之妻。正室是信濃守護小笠原長棟的女兒。幼名武王丸，
信濃埴科郡葛尾城城主時期兩度擊退武田晴信（後來的信玄）的侵攻等，武勇為人所知，繼任家督後，把佐久郡、埴科郡、小縣郡、水內郡、高井郡等信濃東部及北部納入領地支配，成為村上氏最盛期的當主。實質上是身為戰國大名的村上氏的最後當主。

## 生平
文龜元年（1501年）3月11日於葛尾城出生，為村上顯國之子。在永正12年（1515年）3月15日元服並稱右京權亮，改名為義清。由於父親顯國的事蹟並不明確，所以繼承家督前後的義清動向亦不明。永正13年（1516年）3月，敘位從五位下並成為佐渡守。永正14年（1517年），父親讓出葛尾城。永正17年（1520年），在父親病死後繼任家督而成為當主（另一說法則指父親顯國死去的年份是大永6年（1526年））。
當時的村上家在北信濃與跟越後長尾氏有深厚關係的名族井上氏和水内郡的高梨氏鬥爭，而在東信濃亦與以關東管領上杉家為後盾的小縣郡海野氏糾纏，在消滅信濃守護代‧佐久郡的大井氏後，持續與甲斐的武田氏抗爭，雖然義清的佐久郡被武田氏奪去，但是在與武田信虎和諏訪賴重聯軍的海野平之戰中，擊退海野棟綱和真田幸隆等，成功完全掌握小縣郡。在大永元年（1521年）10月昇敘從四位下並轉任左衛門佐。在大永7年（1527年）1月轉任左近衛少將。在天文5年（1536年）1月昇敘正四位上。
之後受到武田晴信（武田信玄）攻擊。天文17年（1548年），在上田原之戰中擊退侵攻小縣南部的武田勢，義清在此戰中討取武田方的初鹿野傳右衛門。而一槍討取村上方的安中一藤太的諏訪郡郡代板垣信方，也被上條織部討取；武田方失去了甘利虎泰、才間河内守信綱等部將。
天文19年（1550年），義清在與高梨氏戰鬥而留守在本領時，晴信乘隙侵攻小縣的要衝砥石城。義清在與高梨氏達成和睦後立即反擊，晴信得知義清來援後判斷出戰況不利而開始退卻，但是義清開始追撃武田勢並獲得大勝（砥石崩）。此戰中武田方失去了足輕大正横田高松、郡内眾渡邊雲州，並有1千2百名死傷者。村上方的死者只有193人。
真田幸隆在海野平之戰後亡命於上野，此時加入武田家。晴信命令真田幸隆加強離間村上勢的武將。結果在天文20年（1551年）因為幸隆的謀略，砥石城被奪去，砥石城的足輕大將矢澤薩摩守（幸隆的弟弟）與幸隆內通。因此義清的影響力急劇下降，雖然在天文21年（1552年）的常田之戰中獲得勝利，亦難以抑制家臣團的動搖，天文22年（1553年），與武田氏串通的大須賀久兵衛尉謀反，而因為室賀氏、屋代氏、石川氏等村上方諸將向武田氏降伏，義清在4月9日逃離葛尾城。後來重整形勢後，在4月22日成功奪還葛尾城。武田晴信向深志城撤退，於5月11日返回甲府。
但是晴信在7月25日率領大軍在甲府出發，在8月把義清迫到末路。無法抵抗的義清逃往越後投靠長尾景虎（上杉謙信），而北信濃的獨立勢力村上氏沒落，武田家的勢力延伸至與越後長尾氏有深厚關係的善光寺，成為之後川中島之戰的導火線。
後來義清成為根知城城主，與嫡男國清一同成為上杉家臣。國清成為謙信的養子並改姓為山浦氏，被賦予上杉家第2位的地位。在永祿4年（1561年）的第4次川中島之戰中，義清與改名為信玄的晴信再度交手，並將信玄的弟弟武田信繁討取。
元龜4年（1573年）1月1日，義清在越後根知城中病死。享年73歲。法名是日瀧寺殿紅雲正清公大禪門。被葬在日瀧寺，而墓所則在根小屋地內的安福寺（一說指是魚沼郡赤澤）。坂城町田町的出浦家墓所中在後年（有天正4年、慶長4年或死後百年等説法）有被分葬的墓所留下。
天正10年（1582年），武田勝賴自殺，甲斐武田氏滅亡。義清的嫡男國清在8月5日被任命為海津城城代，村上氏復歸舊領。

## 人物、逸話
- 有自身擔任先陣並向敵陣突撃的逸話，武勇優秀，家臣中亦有很多勇將。

- 義清相當擅長以長槍運用槍衾戰法。由於當時能活用長槍的人物只有齋藤道三，因此義清可算是槍戰術的創始者之一。

- 義清曾兩度擊敗武田信玄，這是名將上杉謙信亦做不到的事，但是因為謀略方面不強而導致領地被奪去。

## 系譜
村上氏的家祖是清和源氏之一的河內源氏初代源賴信的庶子源賴清。家紋是「丸上文字」。信仰的宗教是真言宗。在村上義國一代以來就在信濃東部至北部擴張勢力。
父母
- 父：村上顯國
- 母：斯波義寛的女兒

妻妾
- 正室：小笠原長棟的女兒
- 側室：於子（高梨澄賴的女兒）

子女
- 山浦景國（村上國清）
- 村上義勝
- 村上義利
- 村上義照
- 村上義邦

- 村上義滿正室
- 内山清宗正室
- 村上義房正室（有異說）
- 高梨賴治正室
- 會田清幸正室
- 屋代正國正室

子孫
- 義清 - 國清 - 幸清 - 義豐 - 義眞 - 義教 - 泰國 - 義處 - 義輔 - 義曉 - 義信 - 彦四郎

## 家臣
- 井上氏
- 高梨氏
- 須田氏
- 島津氏
- 海野氏

- 望月氏
- 保科氏
- 屋代氏
- 鹽崎氏
- 吾妻氏

- 室賀氏
- 山田氏
- 小野澤氏
- 出浦氏
- 清野氏

- 村松氏
- 雨宮氏
- 石川氏
- 坂田氏
- 諏訪氏

- 横田氏
- 莪野氏
- 福澤氏
- 若林氏
- 村山氏

- 米持氏
- 窪氏
- 綿內氏
- 二柳氏
- 中牧氏

- 大倉氏
- 大藏氏
- 小田切氏
- 栗田氏
- 塚田氏

- 花村氏
- 杵淵氏
- 中澤氏

## 登場作品
電視劇
- （1988年，日本放送協會，NHK大河劇，演員：上條恒彦）
- （1991年，TBS電視台，TBS大型時代劇Special，演員：中尾彬）
- （2007年，NHK大河劇，演員：永島敏行）

## 外部連結
- 村上義清
- 上田原の戦い （页面存档备份，存于）
- 戸石城の戦い （页面存档备份，存于）